# Rivecourt
Rivecourt é uma comuna francesa na região administrativa de Altos da França, no departamento de Oise. Estende-se por uma área de 3,87 km². Em 2010 a comuna tinha 625 habitantes (densidade: 161,5 hab./km²).